# Ronald Firbank
Arthur Annesley Ronald Firbank (Londres 17 de Janeiro de 1886 - Roma 21 de Maio de 1926) foi um novelista britânico.
As suas obras foram sub-valorizadas pela crítica, mas alguns grandes nomes da literatura inglesa, como Aldous Huxley, Evelyn Waugh, Anthony Powell e Sir Osbert Sitwell, saíram em sua defesa.

## Estudos críticos
- Jocelyn Brooke, Ronald Firbank, Londres, Arthur Barker, (1951)
- Osbert Sitwell, Noble Essences (ensaio), Londres, MacMillan, (1950)
- Brigid Brophy, Prancing Novelist (1973)
- Derek Parker, The Man with Red Nails: Ronald Firbank, em Books and Company, Londres, (1999)
- Alan Hollinghurst, The shy, steely Ronald Firbank (versão editada das lições de 2006 de Lord Northcliffe no University College de Londres), 2006, no Times Literary Supplement de Novembro.